# Triplophysa ferganaensis
Triplophysa ferganaensis  (лат.) — вид среднеазиатских лучепёрых рыб из семейства Nemacheilidae. Эндемик реки Шахимардан в Ферганской долине, Узбекистан  Видовое название ferganaensis выбрано по названию Ферганской долины, где находится типовое местонахождение.
Длина до 109.2 мм.